# Selongey
Selongey är en kommun i departementet Côte-d'Or i regionen Bourgogne-Franche-Comté i östra Frankrike. Kommunen ligger i kantonen Selongey som tillhör arrondissementet Dijon. År 2022 hade Selongey 2 394 invånare.

## Befolkningsutveckling
Antalet invånare i kommunen Selongey
Referens:INSEE